# Antanas Kalnius

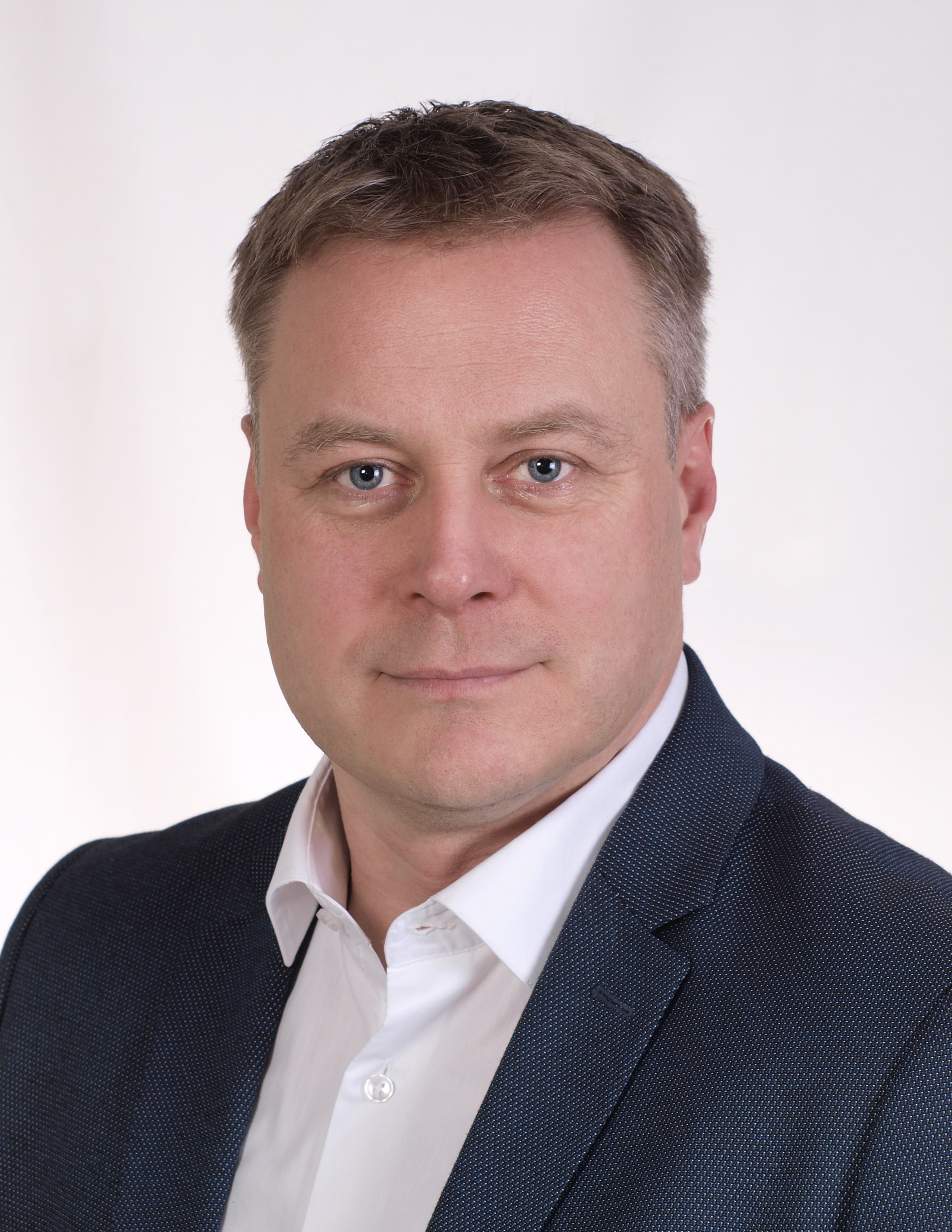
Antanas Kalnius

Antanas Kalnius (* 26. Oktober 1972 in Kretinga) ist ein litauischer liberaler Politiker, seit 2019 Bürgermeister der Rajongemeinde Kretinga.

## Leben
Nach dem Abitur an der 1. Mittelschule Kretinga in Sowjetlitauen absolvierte Antanas Kalnius 1994 die höhere Agrarschule in Kretinga und 2008 das Bachelorstudium Business and Management an der Universität Klaipėda in der litauischen Hafenstadt Klaipėda. 1996 gründete er ein Handelsunternehmen. Von 2012 bis 2015 war er Berater eines Tageszentrums. Seit 2013 leitet er das eigene Unternehmen UAB Kalniaus duona. Von 2011 bis 2023 war er Ratsmitglied der Rajongemeinde. Seit 2019 ist er Bürgermeister von Kretinga.
Kalnius ist Leiter der Wählergruppe Politinis komitetas Kretingos kraštas und des Clubs "Kretingos krašto ainiai". Davor war er Mitglied von Lietuvos Respublikos liberalų sąjūdis.
Er ist verheiratet und hat eine Tochter und zwei Söhne.